# Sergio Ramírez

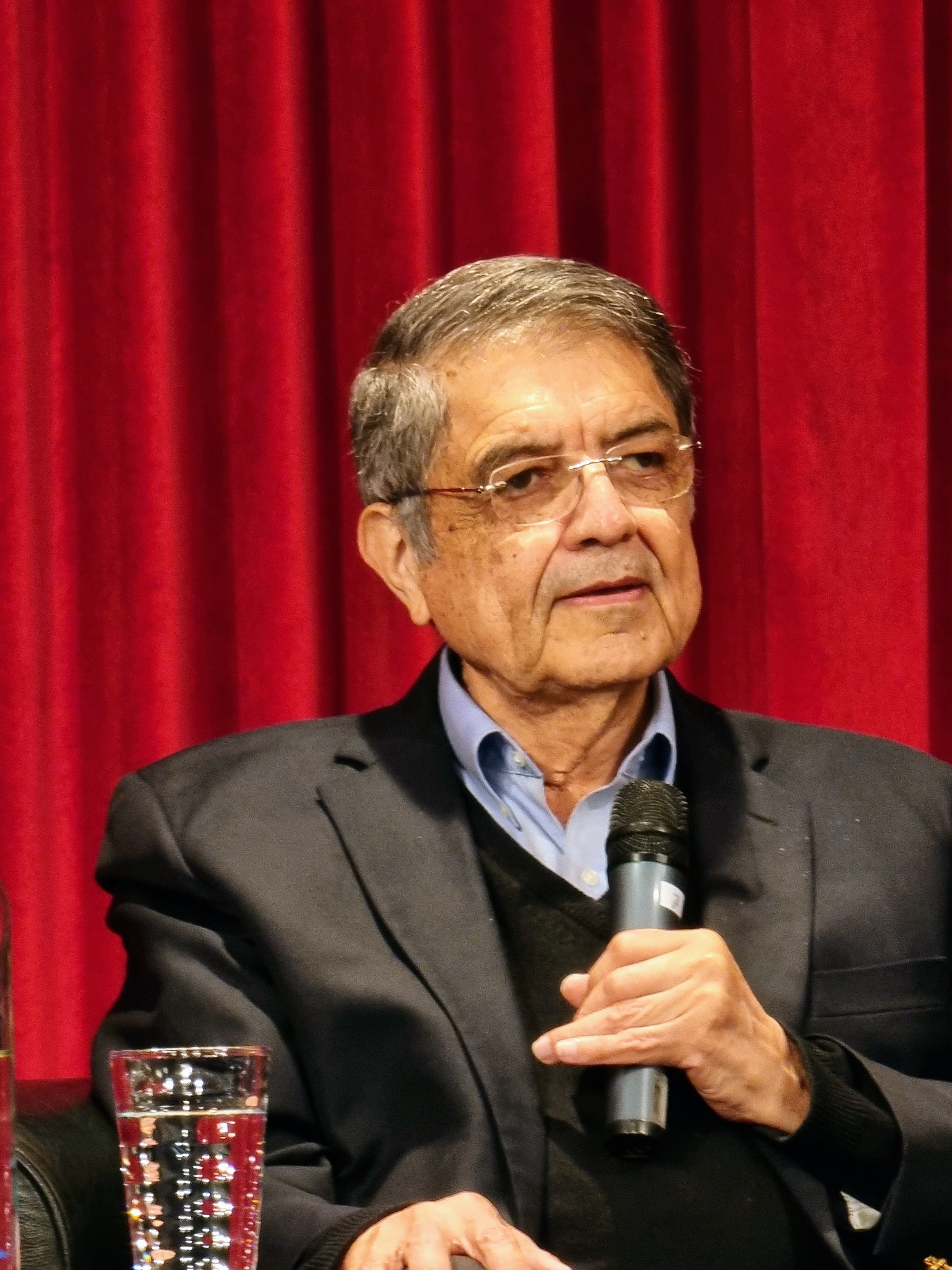
Im Instituto Cervantes Berlin 2022

Sergio Ramírez Mercado (* 5. August 1942 in Masatepe, Departamento Masaya) ist ein nicaraguanischer Schriftsteller, Menschenrechtler und war zeitweilig Politiker.
Ramirez gilt mit seinen Romanen, Essays, Erzählungen und Gedichten als einer der wichtigsten zeitgenössischen Autoren Lateinamerikas. Mehr als 50 Bücher wurden in zahlreiche Sprachen übersetzt.

## Leben
Ramirez lebte zwischen 1973 und 1975 als Stipendiat des Künstlerprogramms des DAAD in West-Berlin. Als Mitglied der FSLN und Initiator der Gruppe der Zwölf (eines der FSLN nahestehenden Bündnisses von zwölf nicaraguanischen Intellektuellen) hielt er während des Kampfes gegen Anastasio Somoza und in der Folgezeit Kontakt mit der Sozialistischen Internationale und der deutschen Friedrich-Ebert-Stiftung. Nach dem Sturz der Diktatur 1979 war er zunächst Mitglied der fünfköpfigen Regierungsjunta und von 1984 bis 1990 Vizepräsident.
1995 gründete er wegen Meinungsverschiedenheiten – insbesondere mit dem früheren sandinistischen Präsidenten Daniel Ortega – die Partei Movimiento de Renovación Sandinista, da er aus seiner Sicht Ortegas dogmatischen Kurs nicht mittragen wollte. Nachdem sich Ramírez 1996 aus der aktiven Politik zurückgezogen hatte, widmete er sich wieder vor allem der Literatur.
2001 war er Gastprofessor in Berlin, zuvor zeitweilig in Washington und Los Angeles. 2017 wurde er mit dem Cervantespreis ausgezeichnet. 2018 erhielt er auch die spanische Staatsbürgerschaft.

„Wie vielleicht nirgendwo sonst auf dem Planeten haben wir Schriftsteller in Lateinamerika uns als Propheten unserer Zeit gesehen. Das mag arrogant erscheinen. Doch mindestens eine Rolle haben wir, die unausweichlich ist: Wir sind Zeugen, und als solche sind wir auch Chronisten. Die Zeitgeschichte liegt seit je im Wesen unseres Schreibens, und nie war es möglich, private Geschichten abseits von der großen Bühne der Zeitgeschichte zu erzählen.“

Vor der nicaraguanischen Präsidentschaftswahl im November 2021 nahmen die Repressionen gegen Regime-Kritiker zu. So erließ die Staatsanwaltschaft des Landes wegen kritischer Äußerungen auch einen Haftbefehl gegen Ramírez, der sich allerdings zu diesem Zeitpunkt in Costa Rica befand.
Im Februar 2023 wurde er – wie auch 93 weitere Kritiker des Ortega-Murillo-Regimes – zum „Vaterlandsverräter“ erklärt. Ihnen wurde die Staatsbürgerschaft entzogen. Mehrere Länder boten Rámirez die Staatsbürgerschaft an. Nachdem er am 21. Februar 2023 erklärt hatte, das Angebot aus Kolumbien anzunehmen, bestätigte er dies am 24. Februar 2023 auch für das Angebot aus Ecuador.

## Auszeichnungen
- 1985 erhielt er den Bruno Kreisky Preis für Verdienste um die Menschenrechte. Fünf Jahre später gewann er für seinen Kriminalroman Castigo divino den renommierten Premio Hammett.
- Für den Roman Margarita, está linda la mar erhielt er 1998 den spanischen Premio Alfaguara de Novela.
- 2014: Premio Carlos Fuentes der Republik Mexico
- 2017: Cervantespreis
- 2025: Premio Iberoamericano de Literatura der Fundación Carlos III de Madrid[12]

## Werke (Auswahl)
- Tiempo de fulgor. 1970
  - Chronik des Spitals San Juan de Dios, aufgezeichnet von der Schwester María Teresa. Roman. Hammer, Wuppertal 1973, ISBN 3-87294-048-1; dtv, München 1985, ISBN 3-87294-048-1
- De tropeles y tropelías. 1973
  - Vom Vergnügen des Präsidenten. Erzählungen aus Nicaragua. Hammer, Wuppertal 1981, ISBN 3-87294-178-X
- El pensamiento vivo de Sandino. 1975
  - Viva Sandino! Leben und Tod des ersten lateinamerikanischen Guerillaführers. Hammer, Wuppertal 1973, ISBN 3-87294-077-5
- Te dio miedo la sangre? 1977
  - Die Spur der Caballeros. Roman. AutorenEdition, München 1980, ISBN 3-7610-0561-X; dtv, München 1983, ISBN 3-423-10158-X
- El alba de oro. 1983
- Der Weihnachtsmann. Erzählung. (Erstveröffentlichung) Übers. José Antonio Friedl Zapata. In: Ein neuer Name, ein fremdes Gesicht. 26 Erzählungen aus Lateinamerika. Hg. wie Übers. Sammlung Luchterhand, 834. Neuwied, 1987 u.ö., S. 299–310
  - Mit den Waffen der Zukunft. Texte zur sandinistischen Revolution in Nicaragua. Hammer, Wuppertal 1984, ISBN 3-87294-256-5
- Clave de sol. 1992
  - Tropischer Walzer. Erzählungen. dipa, Frankfurt 1994, ISBN 3-7638-0332-7
- Un Baile de Máscaras. 1995
  - Maskentanz. Roman. Hammer, Wuppertal 1997, ISBN 3-87294-786-9
- Margarita, está linda la mar, 1998
  - Margarita, wie schön ist das Meer. Stockmann-Verlag Österreich, Bad Vöslau 2012, ISBN 978-3-9502750-6-3
- Adiós Muchachos. Una memoria de la revolución sandinista. 1999
  - Adios Muchachos! Eine Erinnerung an die sandinistische Revolution. Hammer, Wuppertal 2001, ISBN 3-87294-871-7
- Catalina y Catalina. 2001
  - Vergeben und vergessen. Erzählungen. edition 8, Zürich 2004, ISBN 3-85990-010-2.
- Sombras nada más, Aguilar, México, D.F. 2002. ISBN 968-19-1139-3, sowie Alfaguara, Madrid 2003. ISBN 84-204-6597-6
- La manzana de oro. Iberoamericana, Madrid und Vervuert, Frankfurt am Main 2012, ISBN 978-3-86527-713-8.
  - Strafe Gottes. Mehr als ein Kriminalroman. edition 8, Zürich 2012, ISBN 978-3-85990-178-0.
- El cielo llora por mí, San José, Costa Rica (Alfaguara) 2008
  - Der Himmel weint um mich. Kriminalroman, Zürich (edition 8) 2015. ISBN 978-3-85990-248-0
- Ya nadie llora por mí, Madrid (Alfaguara) 2017. ISBN 978-84-204-2735-5
  - Um mich weint niemand mehr. Kriminalroman, Zürich (edition 8) 2019. ISBN 978-3-85990-378-4
- Tongolele non sabía bailar.  Madrid (Alfaguera) 2021. ISBN 607-38-0529-2. ISBN 978-607-38-0529-2
  - Tongolele konnte nicht tanzen. Kriminalroman, Zürich (edition 8) 2022.  ISBN 3-85990-443-4. ISBN 978-3-85990-443-9
- Ese día cayó en domingo, Barcelona (Alfaguara) 2022. ISBN 978-84-204-6331-5